# Mederove (Novooleksandrivka), Kirovohrad
Mederove (în ucraineană Медерове) este un sat în comuna Novooleksandrivka din raionul Kirovohrad, regiunea Kirovohrad, Ucraina.

## Demografie
Componența lingvistică a localității Mederove
     Ucraineană (91,62%)
     Rusă (5,99%)
     Română (1,2%)
     Belarusă (1,2%)
Conform recensământului din 2001, majoritatea populației localității Mederove era vorbitoare de ucraineană (91,62%), existând în minoritate și vorbitori de rusă (5,99%), română (1,2%) și belarusă (1,2%).